# Konrad Kujau

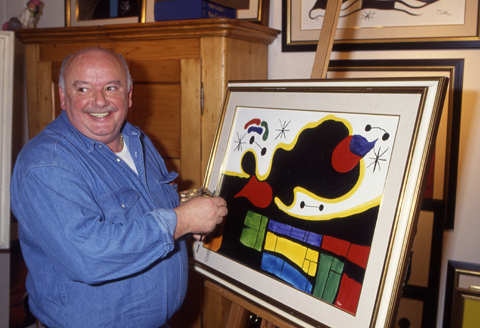
Konrad Kujau

Konrad Paul Kujau (Löbau, 27 juni 1938 — Stuttgart, 12 september 2000) was een Duits vervalser, kunstschilder en performancekunstenaar. Hij wordt vooral herinnerd om zijn vervalsing van het Dagboek van Hitler uit 1983.

## Biografie
De familie Kujau werd bij het bombardement op Dresden uiteengerukt. Tot 1951 woonde Kujau in een weeshuis. Reeds tijdens zijn schooltijd in Löbau begon hij te tekenen en maakte hij karikaturen, die onder andere gepubliceerd werden in de Sächsische Zeitung, de Junge Welt, Frösi en Eulenspiegel. Hij behaalde het Abitur in 1956 en bezocht tot juli 1957 de Kunstakademie Dresden, om vervolgens de DDR te verlaten en naar West-Berlijn te trekken. Van 1958 tot 1961 was hij aan de Kunstakademie Stuttgart in de leer bij schilders en restauratoren. Met zijn partner Edith Lieblang woonde hij in Bietigheim-Bissingen.
Kujau kwam in contact met de journalist Gerd Heidemann uit Hamburg, via een groepering van oude nazi's. Hij slaagde erin, via Heidemann 62 delen van vervalste dagboeken van Adolf Hitler aan het blad Stern aan te smeren, die een grote sensatie teweegbrachten. De dagboeken suggereerden onder andere dat Hitler niet van de Kristallnacht op de hoogte was geweest; het publieke debat hierover beheerste lange tijd de openbaarheid in de Bondsrepubliek. In totaal verdiende Kujau 9,3 miljoen Duitse mark aan zijn vervalsingen, totdat de fraude op 5 mei 1983 aan het licht kwam.
In juli 1985 werd Kujau wegens fraude tot vier en een half jaar gevangenisstraf veroordeeld, maar na drie jaar vrijgelaten omdat hij aan kanker van het strottenhoofd leed. 
Na zijn vrijlating maakte Kujau van zijn bekendheid gebruik om een reputatie als publieke figuur op te bouwen. Na de mysterieuze dood van Uwe Barschel in 1988 ageerde hij als expert voor vervalsingen in een reportage van Spiegel TV. De film Schtonk! uit 1992 had de vervalsingszaak van de Hitler-dagboeken als onderwerp. In 1995 bracht Kujau tezamen met de Rock & Roll Junkies een album, getiteld 'Rebellen der Kunst', uit. Op 4 januari 1992 berichtte Bild dat Kujau een karikatuur had gemaakt van Christian Schwarz-Schilling, toenmalig minister voor de post, en Helmut Kohl, die eerstgenoemde zodanig goed bevallen was dat hij ze als print op telefoonkaarten zou gebruiken.
In 1994 stond Kujau op de lijst van de Autofahrer- und Bürgerinteressenpartei Deutschlands. In 1996 was hij kandidaat voor het ambt van burgemeester van Stuttgart, maar won de verkiezingen niet; slechts 901 mensen stemden op hem. Hij werkte in zijn laatste levensjaren in zijn schildersatelier en hield tentoonstellingen in Pegnitz.
Kujau bootste werken uit alle mogelijke stijlperiodes na. Zijn vervalsingen genoten aanzienlijke populariteit: volgens het Duitse Openbaar Ministerie hebben zijn werken in totaal een winst van 3500 euro opgeleverd, maar ook een verlies van ruim 550.000 euro.